# حمد الله المستوفي

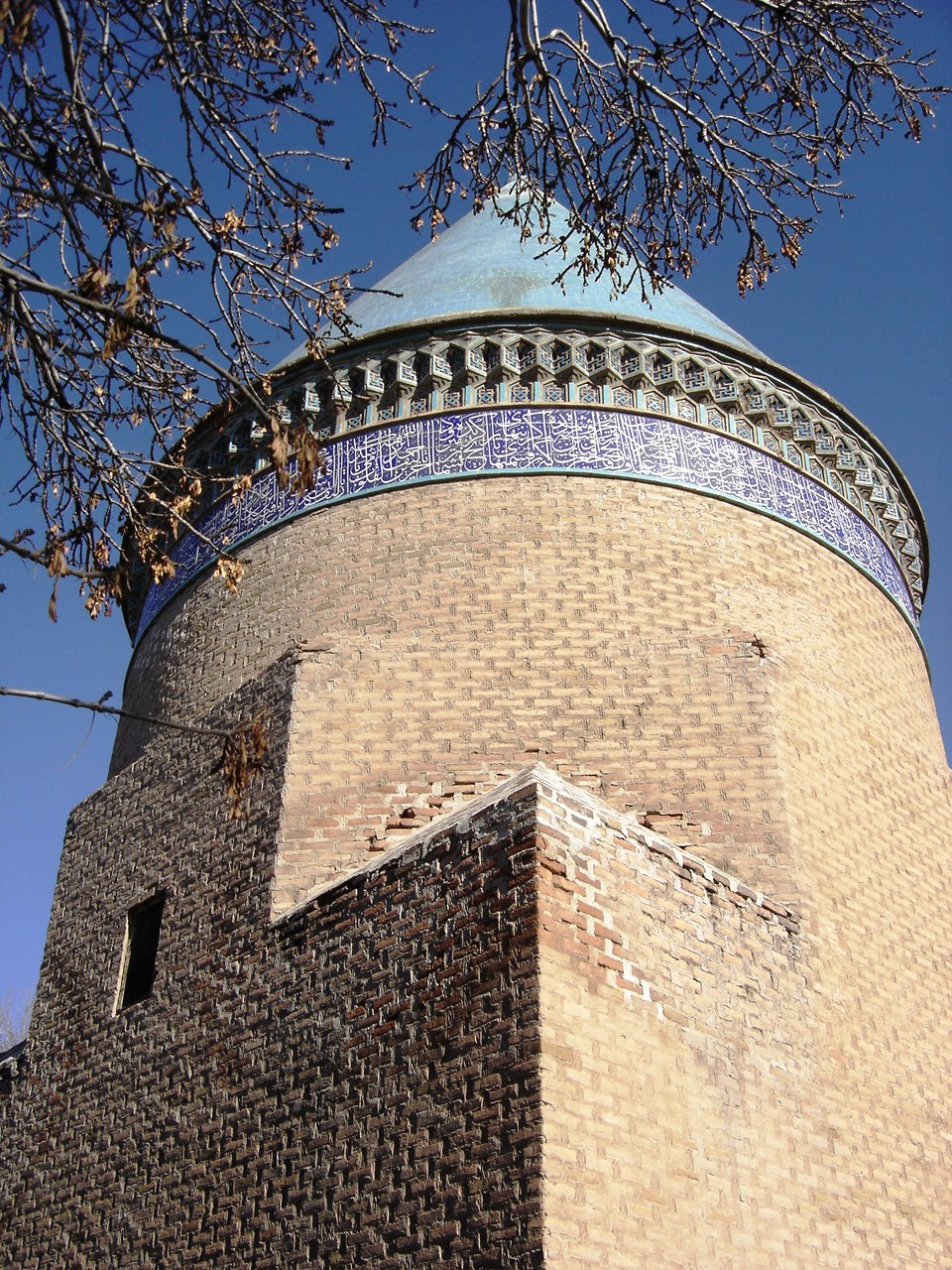
ضريح المستوفي بقزوين.

حمد الله المستوفي (682 هـ - 750 هـ / 1281 - 1349م)، جغرافي ورحالة وموسوعي وأديب إيراني.
هو حمد الله بن آتابك، وقيل أبو بكر بن حمد بن نصر القزويني المستوفي، وقيل اسمه أحمد ولقبه حمد الله، ولد بقزوين، وكان ينسب نفسه إلى الحر بن يزيد الرياحي. ترك كتاب «نزهة القلوب» في الجغرافية الطبيعية والبشرية للعالم الإسلامي. وله أيضًا كتاب تاريخ غزيدة، وظفرنامه.